# Chromatomyia griffithsiana
Chromatomyia griffithsiana este o specie de muște din genul Chromatomyia, familia Agromyzidae, descrisă de Beiger în anul 1977.
Este endemică în Polonia. Conform Catalogue of Life specia Chromatomyia griffithsiana nu are subspecii cunoscute.